# 魯特琴

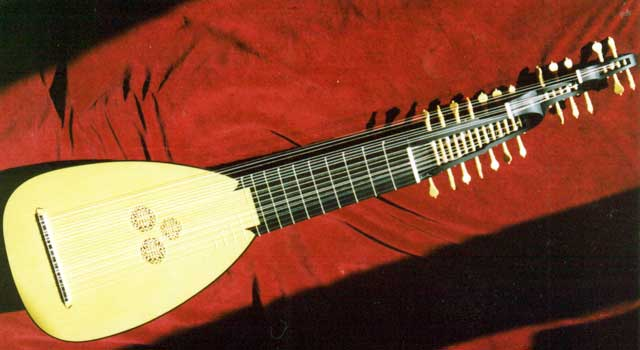
巴洛克和古典时期的鲁特琴

鲁特琴，也称琉特琴，是一种曲颈拨弦乐器。一般这个词主要指中世纪到巴洛克时期在欧洲使用的一类古乐器的总称，在这个时期深受人们的喜爱。
在广义的乐器分类中，把类似的乐器统称为“魯特属”，此时就不限于年代国别，因此吉他、中国琵琶、日本琵琶等都可以包括在内。
欧洲鲁特琴上可以演奏和弦、旋律、跑句、各式各样的装饰音，甚至对位乐曲；它是用作伴奏歌唱的独奏乐器，也可用于重奏中，技艺娴熟的演奏者可以奏出多姿多采的效果。只不过较难弹奏。

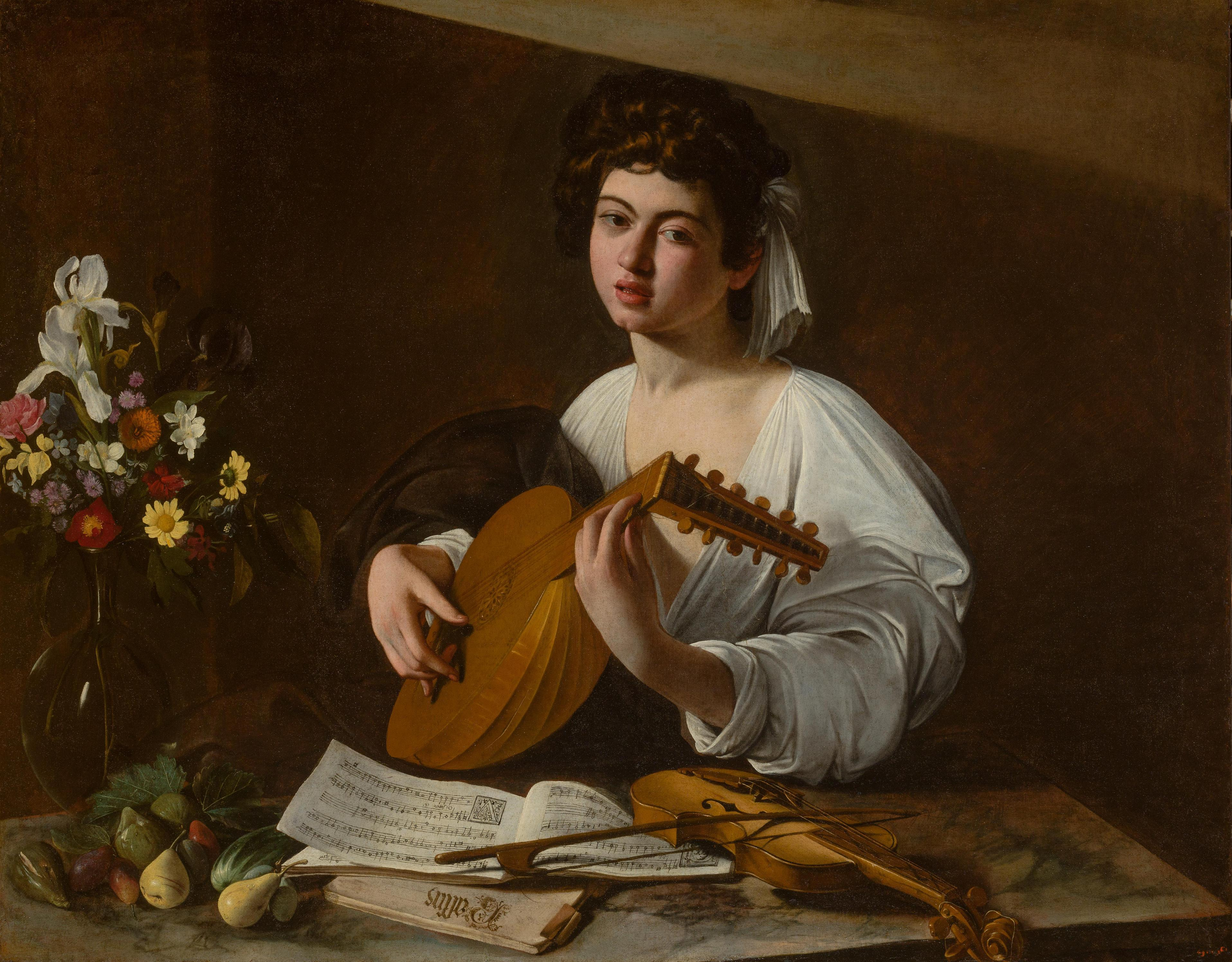
卡拉瓦乔油画《鲁特琴手》

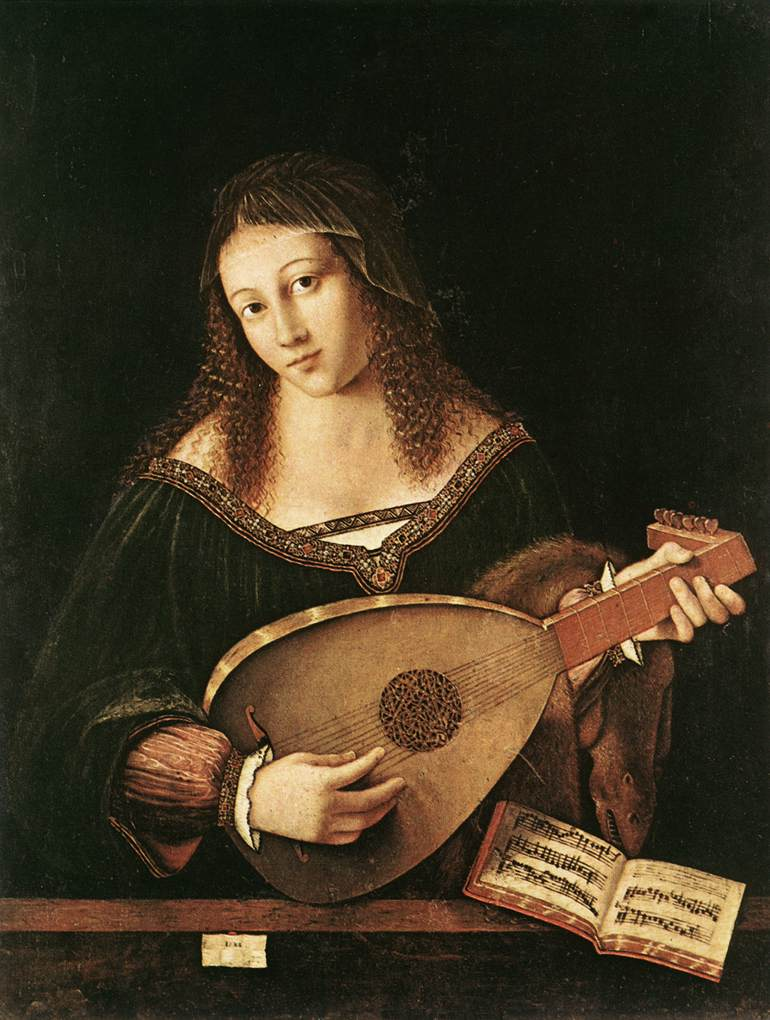
巴爾托洛梅奧·韋內托油画《弹鲁特琴的姑娘》

## 起源
据考证，欧洲鲁特琴和近东的oud都源自同一祖先烏德琴。鲁特琴lute和oud都派生自阿拉伯语的al‘ud，意思为“木头”。虽然最近Eckhard Neubauer的研究证明‘ud可能是波斯名rud的阿拉伯语化，原意为弦、弦乐或者鲁特琴。欧洲的鲁特琴，在图书中最早可追溯到1270年的Cantigas de Santa Maria，大致上来说，中世纪的鲁特琴无论在外型、演奏技法、乃至于音乐都与他的阿拉伯祖先十分接近，仅有五组琴弦，用羽毛制成的拨子弹奏，因此，大都是以合奏的方式演奏舞曲或作歌曲的伴奏。
直到15世纪末，欧洲的鲁特琴才有它特有的发展，主要是由于技法的改变，人们开始使用手指弹奏，因此多声部作品得以在鲁特琴上演奏，新增了第六弦组，外型显得修长而优雅，之前鲁特琴常常用昂贵的材料制作，尺寸不一，做工精致。

## 乐器描述
鲁特琴由木头制成，音箱形状类似对半切开的梨，和古典吉他一样，正面有面板和音孔，但音孔通常都有精美的镂空雕花图案，成为“rose”（意为玫瑰）。背面不是扁平，而是突出的圆弧状，并有木片高低镶嵌的肋骨状结构。音箱中空，内部没有支柱。
琴颈使用轻质木材制成，琴格的指板使用硬度较高的厚板，弦钮箱向后弯成直角。文艺复兴时期的琴颈是平直的，之后弧度逐渐增大，最终成为现在的曲颈形状。
琴弦一般采用羊肠线，在17世纪初还曾经使用铅等金属来制造低音部分的弦，17世纪中期开始使用羊肠线的芯，并在外面卷上细密的金属钢丝。现代也有用尼龙等合成纤维材料。

## 调弦
一般的鲁特琴具有一根单弦和五组复弦，编号从最细的一个开始，第一组是单弦，称为旋律弦（chantrelle，法语意思为歌手），之后是五组复弦。不过巴洛克鲁特琴第二组也有单弦的。复弦一般八度重音。一般的调弦和吉他一样，以4度为基础。

### 文艺复兴调弦
6组弦的文艺复兴鲁特琴的常用调弦，从第一组开始为4度、4度、3度、4度、4度。注意3度的位置和吉他不一样。
到具体的音高，一般第一组定为g音，之后为 g-(d/d)-(A/A)-(F/F)-(C/C)-(G/G')。不过絕對音高在當時並不存在，魯特琴可因琴的尺寸，羊腸弦的供給情況，與合奏的場合等而改變其音高。目前最常見的調律，以G-tuning為主，但標準音A可以是440Hz，或早期音樂常用的A = 415Hz。

### 巴洛克调弦
巴洛克调弦是在追求鲁特琴演奏技法的过程中，将上述文艺复兴调弦法增加演奏难度，多使用2度音程的不协和音的“变则调弦”的一种。现在的巴洛克调弦法主要指d小调调弦法，这种方法从历史上的17世纪开始盛行，已经成为一种事实标准。早期的变则调弦法有“山羊调”（ton de la Chèvre）、“水银调”（ton du Mercure）等。